# Balanitis
Balanitis  of eikelontsteking is een ontsteking van de eikel van de penis (glans penis). De eikel is rood of wat schilferig. Als de voorhuid meedoet aan de ontsteking spreekt men van balanoposthitis.

## Verschillende typen balanitis
- Balanitis wordt vaak door micro-organismen veroorzaakt. De gist candida albicans komt vaak voor, maar ook allerlei bacteriële ontstekingen komen voor.
- Balanitis plasmocellularis is een vrij vaak voorkomende aandoening, waarbij geen enkele ziekteverwekker gevonden wordt.
- Ook eczeem (zowel atopisch, irritatief als contactallergisch) kan een balanitis veroorzaken.
- Balanitis circinata is een bepaalde uitingsvorm, die bij de ziekte van Reiter of bij psoriasis kan voorkomen.
- Balanitis xerotica obliterans is een oudere term voor lichen sclerosus. Hierbij ontstaan littekenachtige gebieden op de glans en/of voorhuid, en kan de voorhuid vernauwen.

## Gewone balanitis
Gewone balanitis gaat gewoonlijk gepaard met (vaak vlekkerige) roodheid op de eikel. Soms is de vochtproductie wat toegenomen. Het gaat vaak (niet altijd) gepaard met jeuk of een ongemakkelijk gevoel.
Dit ontstaat door een woekering van organismes die normaal op de huid voorkomen, vooral candida albicans. Bij besneden mannen komt de aandoening veel minder voor, omdat dan de omstandigheden voor deze organismen minder gunstig zijn. 

De klachten ontstaan meestal door te veel of juist te weinig hygiëne. Een gemiddeld advies is om 1 a 2x per dag de voorhuid (voorzichtig) geheel terug te trekken en de penis te wassen met water. Bij droogheid en/of jeuk kan eventueel een neutrale vette crème gesmeerd worden. Soms kan het nodig zijn een antimycoticum te smeren, bijvoorbeeld ketoconazol of miconazol (raadpleeg hiervoor een arts).
Als de balanitis vaker optreedt kan overwogen worden een besnijdenis uit te laten voeren.

## Complicaties
Terugkerende aanvallen van balanitis kunnen littekens veroorzaken in de voorbusopening. De verminderde elasticiteit kan leiden tot pathologische phimosis.